# Begon
Begon (eller Begon II) är en metallurgiskt fornminne i södra Tchad, cirka 150 km från Moundou.
Området täcker en area om grovt räknat 1800 kvadratmeter. Begon användes som en järnutvinningskälla av Sarafolket. Järnet de utvann på platsen mellan 800- och 1000-talen användes till att producera verktyg, vapen och mynt. 53 kaminer hittades  under en inventering 2003.

## Världsarvsstatus
Begon sattes upp på Tchads tentativa världsarvslista den 21 juli 2005.